# Cskalovszki járás

A Cskalovszki járás a Nyizsnyij Novgorod-i területen

A Cskalovszki járás (oroszul Чкаловский район) Oroszország egyik járása a Nyizsnyij Novgorod-i területen. Székhelye Cskalovszk.

## Népesség
- 1989-ben 29 881 lakosa volt.
- 2002-ben 25 509 lakosa volt.
- 2010-ben 21 963 lakosa volt, melynek 98%-a orosz.

| Lakosok száma | 40 728 | 34 727 | 29 881 | 22 881 | 21 963 | 21 376 | 20 616 | 20 183 | 19 695 | 19 678 |
|               | 1939   | 1970   | 1989   | 2008   | 2010   | 2013   | 2015   | 2017   | 2019   | 2021   |